# Peter Dokl
Peter Dokl, né le 11 janvier 1985 à Ljubljana, est un biathlète slovène licencié au SK Ihan.

## Biographie
Peter Dokl commence sa carrière junior en 2002 et obtient ses premiers podiums en 2004, devenant notamment vice-champion du monde junior de l'individuel.
Il a démarré en Coupe du monde en 2007 à Holmenkollen. Il obtient son meilleur résultat dans cette compétition en 2010 à Anterselva avec une onzième place à l'individuel, qui est son premier résultat dans les points. Il participe cet hiver à ses premiers jeux olympiques à Vancouver. 
Aux Championnats du monde 2013, il est 21e de l'individuel, retrouvant les points en Coupe du monde après trois ans de disette.
Il prend part également aux Jeux olympiques d'hiver de 2014, où il est notamment sixième du relais.

## Palmarès

### Jeux olympiques
| Épreuve / Édition | Vancouver 2010 | Sotchi 2014 |
| Sprint            | 58e            | 71e         |
| Poursuite         | Non classé     |             |
| Individuel        | 75e            | 73e         |
| Départ en masse   | -              | -           |
| Relais            | 17e            | 6e          |

### Championnats du monde
| Épreuve / Édition             | Individuel | Sprint | Poursuite | Départ en ligne | Relais | Relais mixte |
| Mondiaux 2008 Östersund       | 51e        | 78e    | —         | —               | 19e    | 9e           |
| Mondiaux 2009 Pyeongchang     | 41e        | 83e    | —         | —               | 15e    | —            |
| Mondiaux 2011 Khanty-Mansiïsk | 46e        | 101e   | —         | —               | 8e     | —            |
| Mondiaux 2012 Ruhpolding      | 84e        | —      | —         | —               | 14e    | —            |
| Mondiaux 2013 Nové Město      | 21e        | 62e    | —         | —               | 13e    | —            |

Légende :

- DNF : abandon

### Coupe du monde
- Meilleur classement général : 80e en 2010 et 2013.
- Meilleur résultat individuel : 11e.

#### Différents classements en Coupe du monde
| Année     | Classement général final | Sprint | Poursuite | Individuel | Mass start |
| 2009-2010 | 80e                      | -      | -         | 43e        | -          |
| 2012-2013 | 80e                      | -      | -         | 50e        | -          |

### Championnats du monde junior
- Médaille d'argent sur l'individuel en 2004.
- Médaille de bronze sur le relais en 2004.

### Championnats d'Europe junior
- Médaille de bronze du relais en 2004.
- Médaille d'argent du relais en 2005.